# Застрахованный
Застрахованный — физическое лицо, на имя которого заключён договор личного страхования, либо физическое или юридическое лицо по договору страхования ответственности, ответственность которого застрахована этим договором.
По договору личного страхования одна сторона (страховщик) обязуется за обусловленную договором плату (страховую премию), уплачиваемую другой стороной (страхователем), выплатить единовременно или выплачивать периодически обусловленную договором сумму (страховую сумму) в случае причинения вреда жизни или здоровью названного в договоре гражданина (застрахованного лица), достижения им определенного возраста или наступления в его жизни иного предусмотренного договором события (страхового случая).
Договор личного страхования считается заключённым в пользу застрахованного лица, если в договоре не названо в качестве выгодоприобретателя другое лицо. В случае смерти лица, застрахованного по договору, в котором не назван иной выгодоприобретатель, выгодоприобретателями признаются наследники застрахованного лица.
Договор личного страхования в пользу лица, не являющегося застрахованным лицом, в том числе в пользу не являющегося застрахованным лицом страхователя, может быть заключён лишь с письменного согласия застрахованного лица. При отсутствии такого согласия договор может быть признан недействительным по иску застрахованного лица, а в случае смерти этого лица по иску его наследников. Застрахованное лицо, названное в договоре личного страхования, может быть заменено страхователем другим лицом лишь с согласия самого застрахованного лица и страховщика.
В случае, когда по договору страхования риска ответственности за причинение вреда (статья 931 ГК РФ) застрахована ответственность лица иного, чем страхователь, последний вправе, если иное не предусмотрено договором, в любое время до наступления страхового случая заменить это лицо другим, письменно уведомив об этом страховщика.